# Josip Dostal
Josip Dostal, slovenski rimskokatoliški duhovnik, umetnostni zgodovinar in publicist, * 2. september 1872, Ljubljana, † 25. september 1954, Ljubljana.

## Življenje in delo
Po končani gimnaziji v Ljubljani (1891) in bogoslovju (1895) je bil kaplan v Višnji gori in Trnovem (1895-1899), nato do 1918 škofijski tajnik. Z umetnostno zgodovino se je začel ukvarjati že v bogoslovju,  pozneje je študije nadaljeval, 1900 potoval po Italiji in 1910 po bližnjem vzhodu. Kot škofijski tajnik je dvakrat prehodil ljubljansko škofijo in spoznal domače umetnostne spomenike. Leta 1903 je postal odbornik Društva za krščansko umetnost, kot tajnik je od 1907-1913 urejal društveno revijo Izvestja, v letih 1913–1919 je  poučeval krščansko arheologijo in umetnostno zgodovino na bogoslovju v Ljubljani, ter od 1921-1936 na Teološki fakulteti v Ljubljani. Naredil je načrt za cerkev sv. Križa na ljubljanskih Žalah. Pod njegovim vodstvom in po njegovih predlogah za ornamentiko je Anton Jebačin  poslikal novo cerkev sv. Martina v Šmartnem pri Litiji (1911-1913). 
Umetnostnozgodovinske članke in teoretične študije je objavljal v revijah Izvestja, Čas, Dom in svet, Izvestja Muzejskega društva za Kranjsko in Römische Quartalschrift für christliche Altertumskunde und Kirchengeschichte.